# Begraafplaats van Dourges

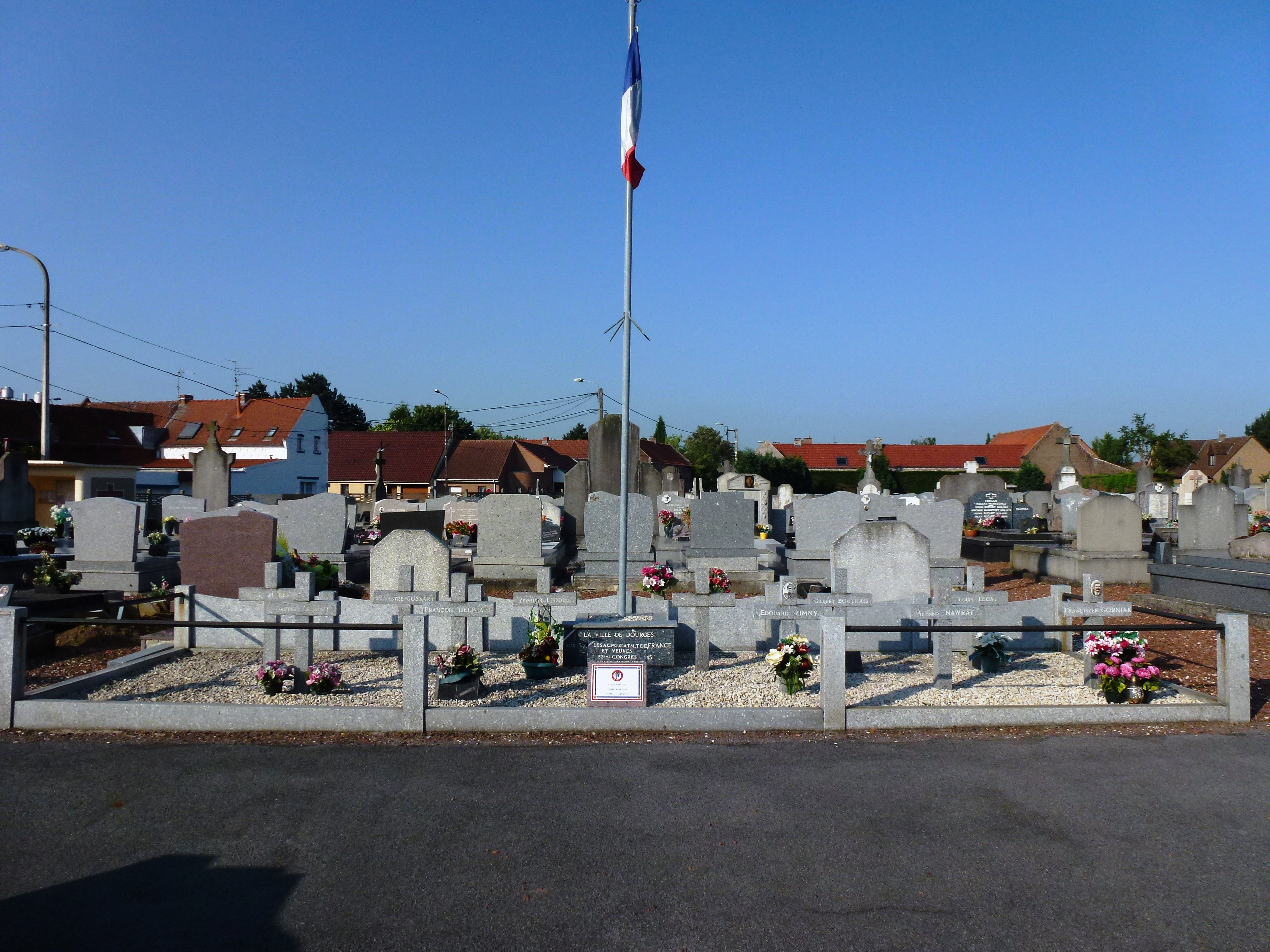
Begraafplaats van Dourges en Frans militair perk

De Begraafplaats van Dourges is een gemeentelijke begraafplaats in de Franse gemeente Dourges in het departement Pas-de-Calais. De begraafplaats ligt in het noordelijk deel van het dorpscentrum. Op de begraafplaats bevindt zich een militair perk met Franse gesneuvelden uit de wereldoorlogen. Er staat ook een gemeentelijke oorlogsmonument ("Monument aux morts") en een calvarie. Naast de gemeentelijke begraafplaats ligt het Deutscher Soldatenfriedhof Dourges, een Duitse militaire begraafplaats uit de Eerste Wereldoorlog.

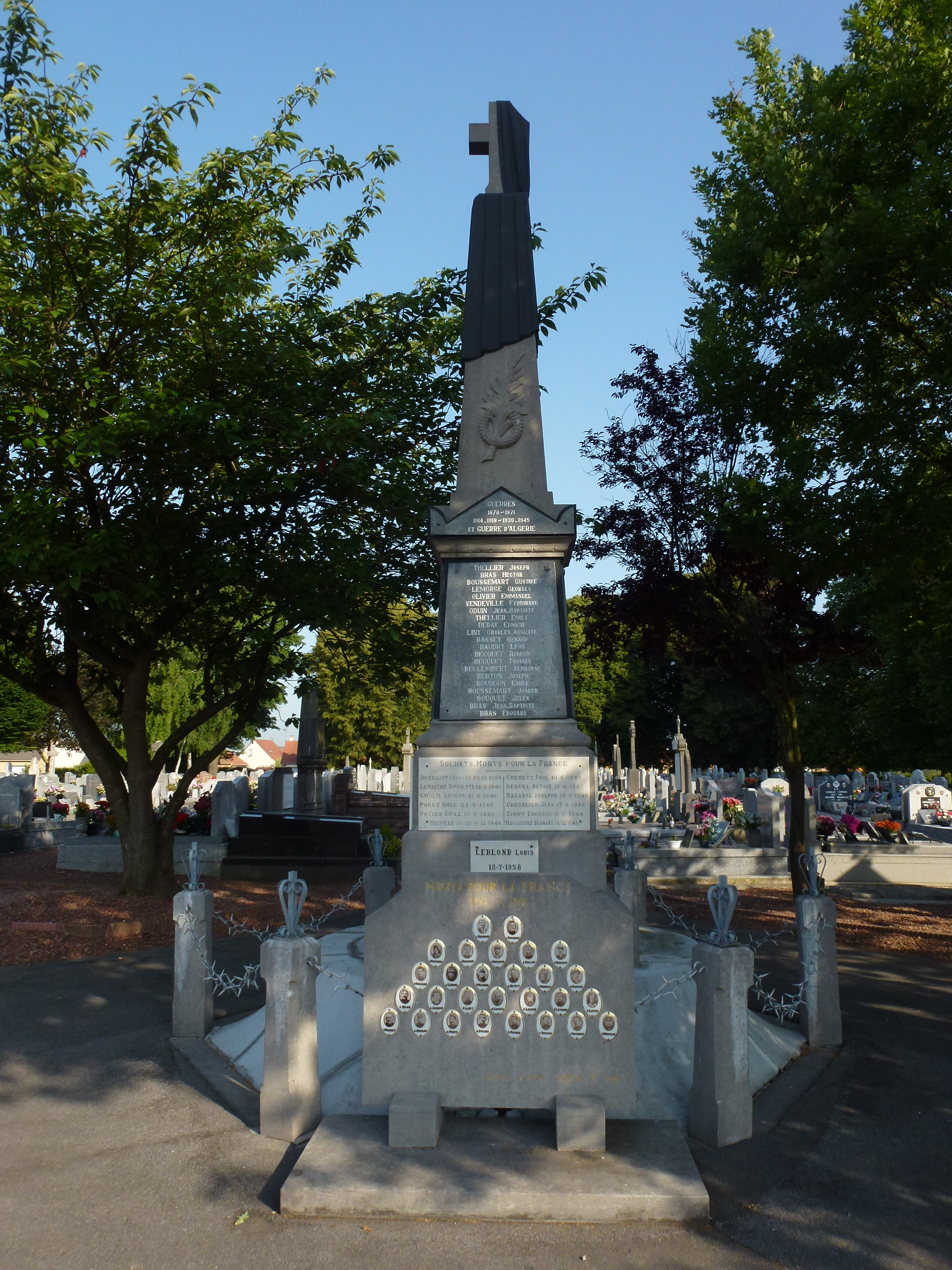
Monument aux morts
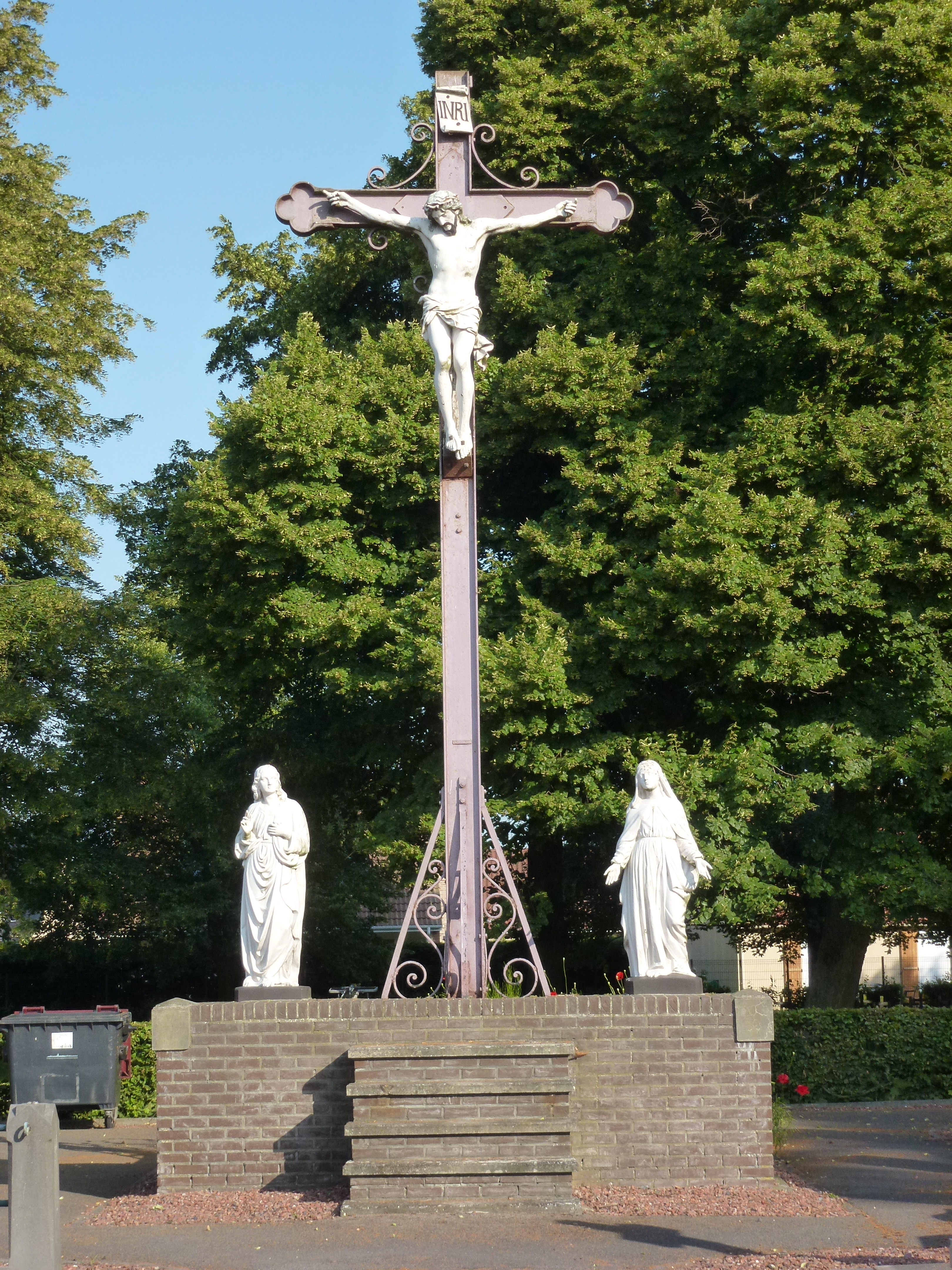
Calvarie

## Britse oorlogsgraven
Op de begraafplaats bevindt zich een perkje met drie Britse oorlogsgraven uit beide wereldoorlogen. De drie graven zijn geïdentificeerd. Een graf dateert uit de Eerste Wereldoorlog; de twee andere dateren uit de Tweede Wereldoorlog. Ze worden onderhouden door de Commonwealth War Graves Commission. In de CWGC-registers is de begraafplaats opgenomen als Dourges Communal Cemetery.